# ألان لي (مونتير)
ألان لي (بالإنجليزية: Allan Lee)‏ هو مونتير بريطاني، ولد في 23 أغسطس 1963 في المملكة المتحدة.

## وصلات خارجية
- ألان لي على موقع IMDb (الإنجليزية)
- ألان لي على موقع قاعدة بيانات الفيلم (الإنجليزية)